# Stormbringer
Stormbringer е деветият студиен албум на британската хардрок група Deep Purple, издаден през декември 1974 г. В този албум соул и фънк елементите, които само са загатнати в "Burn" са много по-очевидни. Това кара някои от членовете на групата да се отчуждят и така малко след излизането на албума Ричи Блекмор напуска Deep Purple. Според много от феновете Stormbringer представлява повратна точка в развитието на групата, краят на една ера.
Албумът не се издава в САЩ през 1974 и е издаден едва през 2009 година. EMI работи с Глен Хюз по ре-мастрирането и удължаването на албума, като са включени бонус алтернативни парчета (подобно на Burn).

## Състав
- Дейвид Ковърдейл – вокал
- Ричи Блекмор – китара
- Глен Хюз – бас, вокали
- Джон Лорд – орган, клавишни
- Иън Пейс – барабани